# Longjin, Fujian
Longjin (kinesiska: 龙津)  är en köping i sydöstra Kina. Den ligger i Qingliu härad i staden Sanming i provinsen Fujian, omkring 250 kilometer väster om provinshuvudstaden Fuzhou. Antalet invånare är 38 741. Befolkningen består av 18 737 kvinnor och 20 004 män. Barn under 15 år utgör 17,0 %, vuxna 15-64 år 74 %, och äldre över 65 år 8,0 %.